# يوميات امرأة عصرية (فلم)
يوميات امرأة عصرية هو فيلم مصري من إخراج إنعام محمد علي، وبطولة ليلى طاهر، صلاح قابيل، أشرف سيف، حسن حسني، إنعام سالوسة، رجاء الجداوي، عبد الحفيظ التطاوي وعبلة كامل.

## نبذة
يعرض على الدكتورة هالة تأجير عيادتها بمبلغ مغرٍ، فتوافق وتعيش حياتها الجديدة على أعلى مستوى مادي، إلى أن يبدأ الملل والفراغ بالتسرب إلى حياتها من جديد.

## طاقم العمل
- ليلى طاهر بدور الدكتورة هالة
- صلاح قابيل بدور عماد
- أشرف سيف بدور طارق
- حسن حسني بدور صاحب الشركة
- إنعام سالوسة بدور الممرضة زينب
- رجاء الجداوي بدور فيفي
- عبد الحفيظ التطاوي بدور والد سعدية
- عبلة كامل بدور الدكتورة سهير

## وصلات خارجية
- مقالات تستعمل روابط فنية بلا صلة مع ويكي بيانات